# 思維三世
思維三世（拉丁語：Silvester PP. III；？—1062年或1063年）本名若望（Giovanni），於羅馬出生，1045年1月13日或1月20日－1045年3月出任教宗。
1044年1月本篤九世貪財好色，被驅逐，思維三世繼立。兩個月後，本篤九世又驅逐思維三世，重新復辟。

## 譯名列表
- 三世：來自大英簡明百科知識庫[永久]與大英百科全書線上繁體中文版[永久]。
- 西尔韦斯特三世、西爾維斯特三世：來自《世界人名翻譯大辭典》1993年版。
- ：來自香港天主教教區檔案　歷任教宗。
- 席維斯三世
- 希尔维斯特三世、希爾维斯特三世